# Staatsdomäne
Die Staatsdomäne (englisch state domain, französisch domaine de l’Etat) ist ein veralteter Rechtsbegriff, der die Gesamtheit des dem Staat gehörenden Vermögens umfasste. Heute spricht man vom Staatsvermögen. Oft wird heute unter Staatsdomäne respektive Staatsgut auch ein im Eigentum des Staates stehender größerer Gutshof verstanden.

## Etymologie
Das Lehnwort „Domäne“ stammt ursprünglich aus dem Wort für Herrschaft (lateinisch dominium), das sich im 16. Jahrhundert in Frankreich als französisch domaine durchsetzte. Das Königreich Preußen übernahm es im 18. Jahrhundert eingedeutscht als „Domaine“ oder „Domäne“ in die Rechtssprache. Das Wort Staatsdomäne ist heute nur dann noch gebräuchlich, wenn es historisch konnotiert sein soll.

## Entwicklungsgeschichte
Im antiken Ägypten gehörte Diodor zufolge das Land zu gleichen Teilen dem König, der Priesterschaft und der Kriegerkaste.
Das römische Recht kannte für die verschiedenen Lebensbereiche die den Göttern geweihten Gegenstände (lateinisch res divini iuris), die Sachen im Gemeingebrauch (lateinisch res publicae) wie Straßen, Theater, Plätze und die allen gemeinsam gehörenden Sachen (lateinisch res communes omnium) wie die Luft, fließendes Wasser in Flüssen oder das Meer nebst Meeresstrand. Die beiden letzteren verkörperten die Grundlage dessen, was heute als Staatsvermögen (lateinisch res publicae) gilt. Die res divini iuris wiederum unterteilten sich in die den überirdischen Gottheiten geweihten Sachen (lateinisch res sacrae) wie Tempel und Altäre und die mit einem Leichnam belegten Grabstätten (lateinisch res religiosae).
Alles römische Land ist Staatsdomäne (lateinisch ager publicus) oder Privateigentum (lateinisch ager privatus), Staatsdomänen konnte der Staat verkaufen (lateinisch questo ius) oder verpachten (lateinisch assignatus). Domänenländereien überließ der Staat den Bauern gegen einen Pachtzins (lateinisch pensio canon). Beim Prekarium behielt sich der Staat das jederzeitige Recht des Widerrufs vor. Die kaiserlichen Domänen (lateinisch dominici juris) standen nach der Einführung des Christentums den Senatoren zur Erbpacht zur Verfügung. Das Recht von Konstantin X., Inseln wie Korsika zu verschenken, leitete er im Jahre 1091 daraus ab, dass alle Inseln gesetzlich Staatsdomänen (lateinisch juris publici) seien.
In Frankreich schuf das Edikt von Moulins vom Februar 1566 unter Karl IX. das unveräußerliche Vermögen des Königs (französisch domaine du roi), das die Rolle der Staatsdomäne übernahm. Das Gesetz der Konstituante vom Dezember 1790 übertrug das Vermögen des Königs in das Staatsvermögen (französisch domaine de l’État) und schuf noch den Begriff des öffentlichen Vermögens (französisch domaine public). Dem König wurde lediglich ein Nutzungsrecht eingeräumt und das Staatsvermögen als veräußerlich erklärt.
„Die Domainen des Preußischen Staates umfassen die Domainen-Güter (Domainen im engeren Sinne), die Domainen-Forsten und die Domainen-Jagden“. Das Allgemeine Preußische Landrecht (APL) vom Juni 1794 wies das Eigentum an Domänen („Domainen“) dem Staat, ihre Nutzung jedoch dem Staatsoberhaupt zu (II 14, § 11 APL). Als „Domainen“ galten Grundstücke, Gesälle und Rechte, deren besonderes Eigentum dem Staat und die ausschließliche Nutzung dem Oberhaupt zukam. Domänen und Kammergüter waren Synonyme, jedoch lediglich in diesem Gesetz. Auch Landstraßen, schiffbare Flüsse, Häfen und Meeresufer galten als Domäne (II 14, § 21 APL). Die Verjährung der Domänen regelte II 14 § 35–43 APL. Während in Preußen, Bayern, Württemberg und Sachsen seit dem 18. Jahrhundert das Kammergut als Staatsgut anerkannt wurde und dafür den Landesherren eine Zivilliste zustand, galt es etwa in Baden weiterhin als das Kammergut der regierenden Familien. Zuweilen standen die Privatdomänen wie das Kammergut auch im Eigentum eines Herrschers, so etwa bei Napoleon Bonaparte. Die Domänen wurden oft als „Musterlandwirtschaft“ betrieben, um moderne landwirtschaftliche Produktionsmethoden bei der Bauernschaft zu verbreiten. Sie unterstanden einer hierarchisch gegliederten Verwaltungsstruktur.
Der Statistiker Johann Daniel Georg von Memminger zählte 1820 zu den Staatsdomänen das Kirchengut, Brauereien, Mühlen, Forste, Salinen-, Berg- und Hüttenwesen, Kreditzinsen, Gesälle und anderes Eigentum. Der hieraus hervorgehende unterschiedliche Begriffsumfang machte deutlich, dass das Kirchengut manchmal als Teil der Staatsdomäne angesehen wurde, was während der Säkularisation insbesondere im napoleonischen Zeitalter mit der Verstaatlichung des Kirchenvermögens (Einziehung von Kirchengütern) erklärt werden kann. Während der Franzosenzeit fand die Säkularisation in den annektierten linksrheinischen Gebieten im Jahre 1802 statt, Kirchengut gehörte zur Staatsdomäne. Der Staatsrechtler Lorenz von Stein teilte im Jahre 1860 das gesamte Staatsvermögen in Staatsbesitz und Staatsdomänen ein. Während er unter Staatsbesitz alle ertraglosen Güter verstand, bezeichnete er als Staatsdomänen die „Gesammtheit der für Urproduction und Landwirthschaft bestimmten Staatsgüter“ (also Land- und Forstwirtschaft, Bergbau und Fischerei).
Im nördlichen Schleswig wurden zwischen 1896 und 1916 von der preußischen Regierung gezielt Höfe aufgekauft und in so genannte staatliche Domänehofe (dänisch: Domænegårde) umgewandelt, die mit deutschen Pächtern besetzt wurden. Es handelte sich um eine Maßnahme im deutsch-dänischen Nationalitätenkonflikt um Nordschleswig.
Im 20. Jahrhundert waren Staatsgüter im Ostblock weit verbreitet und existierten dort neben Genossenschaftsbetrieben, so in der DDR als Volkseigene Güter (VEG) neben den genossenschaftlichen Landwirtschaftlichen Produktionsgenossenschaften (LPG) oder in der Sowjetunion als Sowchosen (russisch Sowjetwirtschaften) neben den genossenschaftlichen Kolchosen (russisch Kollektivwirtschaften).

## Arten
Bei Staatsdomänen unterschied man in Deutschland zwei Hauptvermögenskategorien, nämlich die eigentliche Staatsdomäne und die Privatdomäne des Staates. Zur ersteren gehörten Staatsstraßen, Eisenbahnen und Flüsse; die Privatdomänen (französisch domaine privée de l’Etat) standen im Eigentum des Staates und dienten nicht der Benutzung durch die Bürger. Hierzu zählten vor allem Ausbeutungsgrundstücke (staatliche Landwirtschaft, Forst, Bergbau).

## Abgrenzung
Staatsdomänen, Kammergut und Kirchengut lassen sich deutlich voneinander unterscheiden. Das Vermögen der Staatsdomänen befand sich im Eigentum des Staates. Das Kammergut stand dagegen im Eigentum von Königen, Kaisern oder Fürsten. Wenn es Kammergut gab, war auch daneben meist eine Staatsdomäne vorhanden. Kirchengut wiederum gehört auch heute noch der Kirche oder den mit ihr verbundenen Institutionen.

## Heutiger Gebrauch

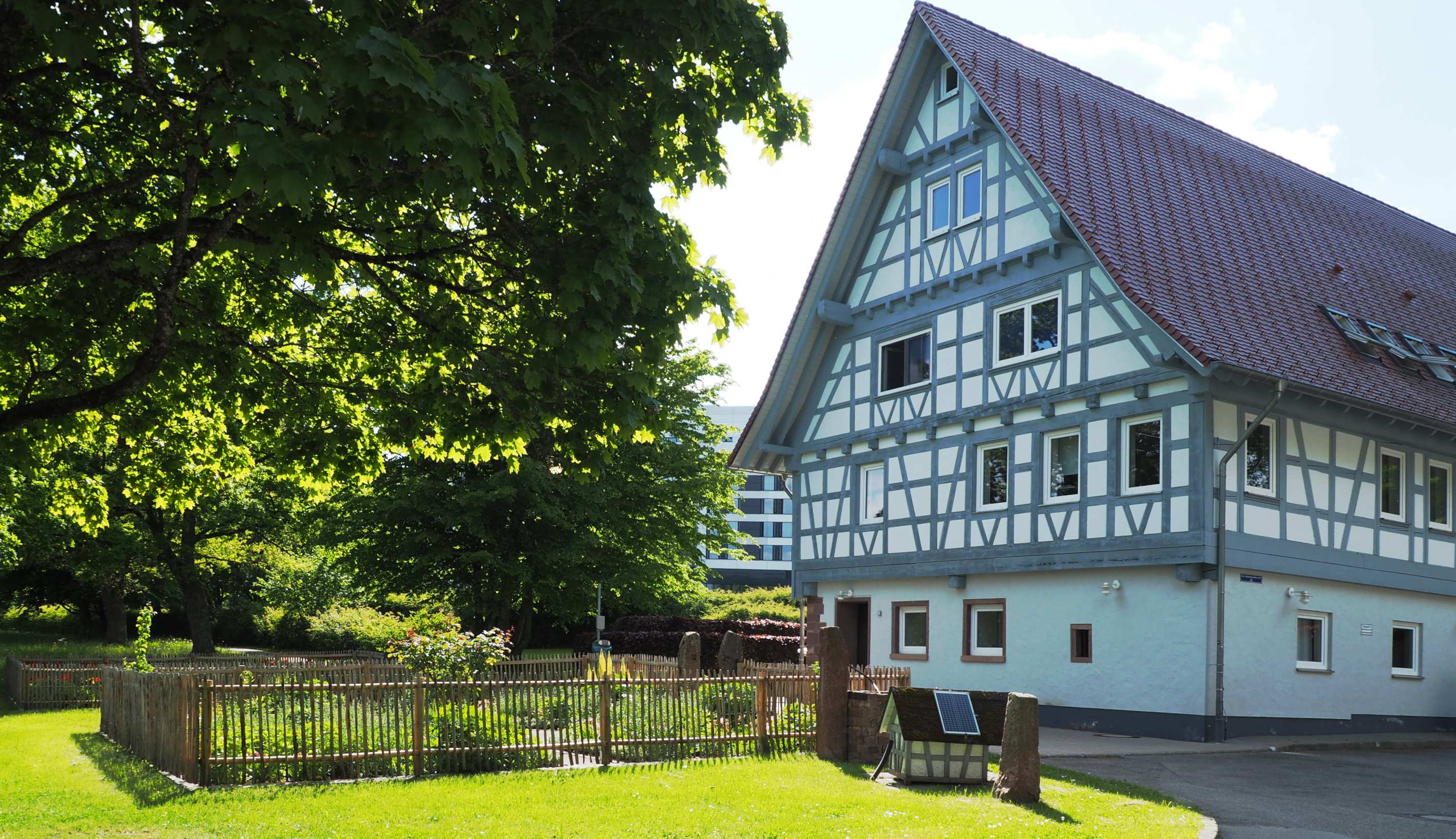
Die württembergische Staatsdomäne Lützenhardter Hof in Hirsau bot Platz für die Anlagen des Zentrum für Psychiatrie Calw – Klinikum Nordschwarzwald.

Staatsgüter werden heute oft als Fortbildungszentren oder Versuchsanstalten für die Landwirtschaft genutzt, teilweise auch in Verbindung mit landwirtschaftlichen Fakultäten (z. B. in Dürnast oder Hohenheim). Daneben bieten sie auch oft die Möglichkeit, Vorhalteflächen für die städtebauliche Entwicklung zu schaffen oder zu bewahren.